# Федра (Софокл)
«Федра» (др.-греч. Φαίδρα) — трагедия древнегреческого драматурга Софокла (V век до н. э.) на тему аттических мифов, от текста которой сохранились только отдельные фрагменты. Главная героиня пьесы — жена афинского царя Тесея Федра, которая признаётся своему пасынку Ипполиту в любви, но не находит взаимности. Тогда она клевещет на Ипполита перед Тесеем, молодой человек погибает, а Федра совершает самоубийство из-за угрызений совести. Софокл использовал традиционную версию мифа, согласно которой сначала погибает Ипполит, а потом Федра (у Еврипида последовательность событий другая).
В одном из сохранившихся фрагментов текста кормилица упрекает Федру за её сопротивление власти Афродиты, в другом кормилица рассказывает о своей неудаче при объяснении с Ипполитом. Кроме того, частично сохранились обращение Федры к хору, спор Ипполита с отцом, рассказ о гибели Ипполита.
Дата постановки «Федры» неизвестна. Поэтому неясно, повлияла ли эта пьеса на первого «Ипполита» Еврипида или наоборот.